# Therion (Telema)
Therion (grec moderne : θηρίον, « bête ») est un Dieu rencontré dans le système mystique de Thelema, exposé en 1904 dans Le Livre de la Loi d'Aleister Crowley.

## Lien de Therion avec Aleister Crowley
La parèdre de Therion est Babalon, une autre divinité du système thélémique. Therion, en tant que personnage du système thélémique, est une extrapolation de la Bête de l'Apocalypse, avec qui Crowley s'identifiait spontanément depuis l'enfance. Durant toute sa vie, il se désignait lui-même comme Maître Therion, ou parfois La Bête 666. Il écrit à ce sujet (traduction libre) :
« Avant même mes 10 ans, j'avais déjà conscience d'être LA BÊTE dont le nombre est 666. Je ne comprenais pas pour le moins tout ce que cela impliquait ; c'était un sentiment d'identité passionnément extatique. »

## Occurrences de Therion
Therion est souvent mentionné dans bon nombre de rituels thélémiques ; dans le Rubis étoile par exemple. Au total, il y a 5 mentions de la Bête dans Liber AL, la première est au chapitre 1, verset 15, et les autres sont toutes dans le troisième chapitre, aux versets 14, 22, 34, et 47 respectivement. Aleister Crowley croyait que les références à la Bête et à la Femme écarlate (Babalon) dans le livre « ne désignent pas des personnes mais sont des titres cérémoniels. »
Traduction libre de la première occurrence de Therion :
« Maintenant vous savez que le prêtre choisi et l'apôtre de l'espace infini est le prince-prêtre la Bête ; et en sa femme nommée la Femme écarlate tout le pouvoir est donné. »

## Source
- (en) Cet article est partiellement ou en totalité issu de l’article de Wikipédia en anglais intitulé « Therion (Thelema) » (voir la liste des auteurs).